# Las Labores
Las Labores è un comune spagnolo di 617 abitanti situato nella comunità autonoma di Castiglia-La Mancia.

## Economia
L'economia si basa sull'agricoltura e sull'allevamento.